# Oudemansiella
Oudemansiella é um gênero de fungos basidiomicetos da família Physalacriaceae, compreendendo aproximadamente 15 espécies. O gênero está subdividido em quatro seções: Oudemansiella,  Mucidula,  Dactylosporina, e  Radicatae.